# Jean-Marie Bertrand (historien)
Pour les articles homonymes, voir Jean-Marie Bertrand.
Jean-Marie Bertrand est un historien français né le 12 juillet 1943, spécialiste du monde grec antique et hellénistique, professeur émérite à l'Université Paris 1 Panthéon-Sorbonne.

## Publications
- Avec Claude Nicolet, Rome et la conquête du monde méditerranéen: 264-27 avant J.-C... Genèse d'un empire, Volume 2, PUF, Nouvelle Clio, 1991.
- L'hellénisme, 323-31 av. J.-C., rois, cités et peuples / [textes choisis et présentés par] Jean-Marie Bertrand, 1992
- Inscriptions historiques grecques, trad. et commentées par Jean-Marie Bertrand, Paris, les Belles lettres, 1992
- Cités et royaumes du monde grec, Paris, Hachette, 1995.
- Avec Claude Nicolet, Daniel Nony, Citoyen dans l'antiquité, Paris, Direction de la documentation française, 1998.
- De l'écriture à l'oralité: lectures des "Lois" de Platon, Paris, Publications de la Sorbonne, 1999.
- La violence dans les mondes grec et romain, Publications de la Sorbonne, 2005.